# Ejército de Galicia
El Ejército de Galicia fue una unidad militar española formada a finales de junio de 1808 para hacer frente al Grande Armée de Napoloeon, sobre todo en la zona de la cordillera Cantábrica, durante la guerra de Independencia española.
Formado por 43 000 soldados regulares, al menos sobre el papel, su primer comandante fue el joven general Blake, quien tuvo que entregar el mando al general Pedro Caro y Sureda, III marqués de La Romana en noviembre de 1808, cuando la recién formada Junta Central decreta la incorporación del Ejército de Galicia, ahora compuesto por 12 000 hombres, junto con el Ejército de Asturias, y los hombres del marqués de la Romana venidos de Dinamarca, para formar el 1.º Ejército de la izquierda, uno de los cuatro grandes nuevos cuerpos del reestructurado Ejército de España.

## 1808

### Batalla de Medina de Rioseco (14 de julio)
Tras la derrota en la batalla de Cabezón, a mediados de junio, del pequeño Ejército de Castilla comandado por el general Cuesta, derrota que le obligó a Cuesta entregar Valladolid al general Lasalle y huir a Benavente, a Blake le ordenaron unirse sus tropas a las del Cuesta. Blake había originalmente rechazado una petición en este sentido, alegando que a sus hombres les faltaban aún formación y que al efectivo le faltaba todavía muchos hombres. Cuando Blake emprendió el camino para unirse con Cuesta, contaba con 27 000 soldados de pie y 150 hombres a caballo. Tras dejar diversas guarniciones por el camino para controlar los desfiladeros, al llegar Blake a Benavente, las fuerzas combinadas suyas y de Cuesta fueron de 22 000 hombres.
Sin embargo, imponiendo su antigüedad en el mando sobre los criterios de Blake, Cuesta insistió en dirigir las fuerzas combinadas hacia Valladolid, sede de su capitanía general para retomarla. Saliendo de Benavente el 12 de julio, y desconcertadas por una clara falta de coordinación en los mandos, las tropas españolas sufrieron una derrota importante en Medina de Rioseco el día 14, con el mariscal Jean-Baptiste Bessières aprovechando la separación entre las tropas de Blake y las de Cuesta, que había quedado atrás, cerca del propio pueblo.
A mediados del mes de septiembre de 1808, el Ejército de Galicia estaba compuesto por 22 728 infantes y 400 caballos en cuatro divisiones, con el marqués de Portago al mando de la 4.ª división.

### Bilbao (11 de octubre)
El 11 de octubre, Blake, en persona, recupera a Bilbao, obligándole a Merlin abandonar la ciudad poco después de que el mariscal Ney la había recuperado.

### Batalla de Pancorbo (31 de octubre)
El 31 de octubre, los 26 000 franceses del 4.º Cuerpo, bajo mariscal Lefebvre, atacan a los 16 500 hombres de Blake en Pancorbo.
El efectivo de Blake estaba compuesto por la 1.ª división del general Figueroa; la división del general Martinengo; 3.ª división al mando de general Riquelme; la vanguardia del general Mendizabal y la reserva del general Mahy.

### Batalla de Valmaseda (6 de noviembre)
La que sería la última victoria militar española de 1808 resultó ser una simple victoria táctica, que no cambiaría el curso de la guerra.[cita requerida]

## 1813

### Batalla de San Marcial (31 de agosto)
En la batalla de San Marcial, el IV Ejército, con el general Manuel Freire al mando, y que derrota a las tropas del mariscal Soult, también es conocido como el Ejército de Galicia.